# Delosperma leendertziae
Delosperma leendertziae är en isörtsväxtart som beskrevs av Nicholas Edward Brown. Delosperma leendertziae ingår i släktet Delosperma, och familjen isörtsväxter. Inga underarter finns listade i Catalogue of Life.